# Josef von Baechlé
Josef von Baechlé (21. května 1868 Vídeň – 11. května 1933 Vídeň) byl rakouský křesťansko sociální politik, na počátku 20. století poslanec Říšské rady, v poválečném období poslanec rakouské Národní rady.

## Biografie
Vychodil národní školu a gymnázium. Vystudoval Vídeňskou univerzitu. Působil jako spisovatel a majitel realit. Angažoval se v Křesťansko sociální straně Rakouska. Zasedal ve Vídeňské obecní radě, od roku 1902 byl poslancem Dolnorak. zemského sněmu a zasedal rovněž v dolnorakouské zemské školní radě.
Na počátku 20. století se zapojil i do celostátní politiky. Ve volbách do Říšské rady roku 1907, konaných poprvé podle všeobecného a rovného volebního práva, získal mandát v Říšské radě (celostátní zákonodárný sbor) za obvod Dolní Rakousy 2. Usedl do poslanecké frakce Křesťansko-sociální sjednocení. Mandát obhájil za týž obvod i ve volbách do Říšské rady roku 1911 a byl členem klubu Křesťansko-sociální klub německých poslanců. Ve vídeňském parlamentu setrval až do zániku monarchie.Profesně byl k roku 1911 uváděn jako poslanec Dolnorakouského zemského sněmu, vídeňský obecní radní a člen dolnorakouské zemské školní rady.
Po válce zasedal v letech 1918–1919 jako poslanec Provizorního národního shromáždění Německého Rakouska (Provisorische Nationalversammlung).